# Stefano Bosi

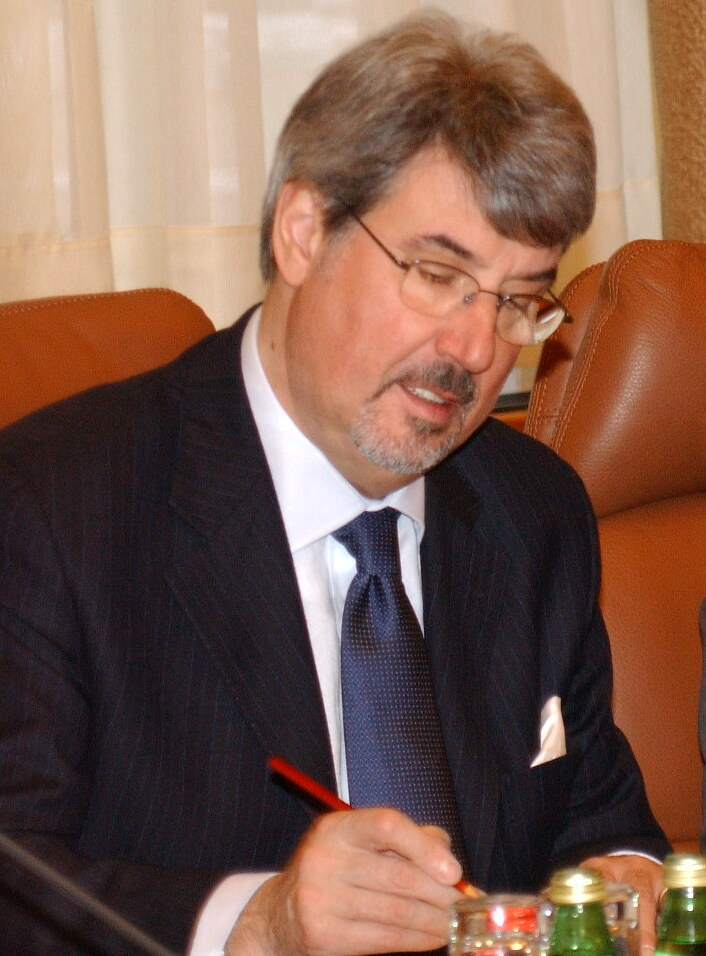
2007

Stefano Bosi (* 14. September 1954 in Florenz) ist ein ehemaliger italienischer Tischtennisspieler.
Von 1996 bis 2013 war er Präsident des Europäischen Tischtennisverbandes ETTU.

## Tischtennisspieler
In den 1970er Jahren gehörte Stefano Bosi zu den besten Tischtennisspielern Italiens. 1971, 1973 und 1976 führte er die nationale Rangliste an. Bei den nationalen Meisterschaften Italiens gewann er siebenmal den Titel im Einzel (1971–1975, 1977, 1979), viermal im Doppel und dreimal im Mixed.
Bei den Mittelmeer-Meisterschaften (Mediterranean Championships) wurde er 1971 im Doppel mit Stefano Malesci Zweiter, 1975 erreichte er im Einzel das Halbfinale und holte Gold mit der Mannschaft. Viermal vertrat er Italien bei Weltmeisterschaften, nämlich 1973, 1975, 1977 und 1979, kam dabei aber nie in die Nähe von Medaillenrängen.
Insgesamt bestritt er 250 Spiele für die Nationalmannschaft Italiens.

## Funktionär
Nach dem Ende seiner aktiven Laufbahn übernahm Stefano Bosi Funktionärsaufgaben. Von 1990 bis 2004 war er Präsident des italienischen Tischtennisverbandes.
1993 wurde er Vizepräsident des Europäischen Tischtennisverbandes ETTU. Als im Mai 1997 der Schwede Nils Bergström das Amt des ETTU-Präsidenten aufgab, weil er zum Vizepräsidenten des Weltverbandes ITTF berufen wurde, übernahm Stefano Bosi kommissarisch dessen Aufgaben. Ein Jahr später, auf dem ETTU-Kongress während der Europameisterschaft 1998 in Manchester, wurde er offiziell zum Präsidenten gewählt. In seiner Amtszeit änderte er den Austragungsmodus der Europameisterschaften, diese wurden nun jährlich ausgespielt, der Mixed-Wettbewerb wurde in eine eigenständige Veranstaltung ausgelagert. Zudem konkretisierte er die Anforderungen an die Veranstalter des europäischen Ranglistenturniers Europe TOP-12, was zur Folge hatte, dass sich für 2014 kein Ausrichter mehr fand. Kritisiert wurde das erhöhte Terminaufkommen mit der daraus folgenden erhöhten zeitlichen Belastungen der Aktiven. Auch wurde ihm „Misswirtschaft“ vorgeworfen, was zu finanziellen Problem in der ETTU führe.
Am 15. Mai 2013 bewarb er sich in Paris für das Amt des ITTF-Präsidenten mit dem Ziel, den Amtsinhaber Adham Sharara abzulösen. Diese Kandidatur scheiterte, er wurde nur von etwa 25 Prozent der Abstimmenden unterstützt. Daraufhin verstärkte sich die Kritik auch innerhalb der ETTU, weshalb Bosi am 9. August 2013 als ETTU-Präsident zurücktrat. Sein Nachfolger wurde der Niederländer Ronald Kramer. 2014 lehnte Stefano Bosi die ihm angetragene ETTU-Ehrenmitgliedschaft ab.

## Privat
Stefano Bosi graduierte am Superior Institute of Physical Education (ISEF) in Florenz und in Sportwissenschaft an der Universität Tor Vergata in Rom. Er heiratete 1980 und hat eine Tochter.

## Turnierergebnisse
| Verband | Veranstaltung            | Jahr | Ort        | Land | Einzel     | Doppel    | Mixed        | Team |
| ------- | ------------------------ | ---- | ---------- | ---- | ---------- | --------- | ------------ | ---- |
| ITA     | Mittelmeer Meisterschaft | 1975 | Ankara     | TUR  | Halbfinale |           |              | 1    |
| ITA     | Mittelmeer Meisterschaft | 1971 | Izmir      | TUR  |            | Silber    |              |      |
| ITA     | Weltmeisterschaft        | 1979 | Pyongyang  | PRK  | Scratched  | Scratched | keine Teiln. | 19   |
| ITA     | Weltmeisterschaft        | 1977 | Birmingham | ENG  | letzte 64  | letzte 16 | keine Teiln. | 20   |
| ITA     | Weltmeisterschaft        | 1975 | Calcutta   | IND  | letzte 128 | letzte 32 | keine Teiln. | 21   |
| ITA     | Weltmeisterschaft        | 1973 | Sarajevo   | YUG  | Scratched  | Scratched | keine Teiln. | 31   |